# Leionema ambiens
Leionema ambiens – gatunek rośliny z rodziny rutowatych. Występuje w południowo-wschodniej części Australii w stanie Nowa Południowa Walia. Jest to krzew o białych kwiatach i jajowatych liściach długości do 10 cm. Dorasta do 2,5 m wysokości.